# Сражение при Лютцене (1813)
Сражение при Лю́тцене (фр. Bataille de Lützen) — первое генеральное сражение, произошедшее 20 апреля [2 мая] 1813 года между Наполеоном и объединённой русско-прусской армией под командованием российского генерала Витгенштейна в ходе Войны шестой коалиции. В немецкой истории известно как сражение при Гроссгёршене (нем. Schlacht bei Großgörschen) по названию деревни на месте битвы.
Городок Лютцен располагался в 20 км к юго-западу от Лейпцига на западной окраине Саксонии. Первое сражение Наполеона в кампании 1813 года. Закончилось отступлением русско-прусской армии за Эльбу и подчинением Саксонии Наполеону.

## Предыстория
30 декабря 1812 года прусский генерал Йорк и генерал русской армии Дибич подписали Таурогенскую конвенцию. Согласно конвенции, прусский корпус генерала Йорка объявлялся нейтральным и более не препятствовал операциям русской армии. Узнав об измене Йорка, Мюрат спешным образом отступил за Вислу; как следствие, Восточная Пруссия и «все прочие прусские земли к востоку от Вислы сразу же оказались под контролем русских». К началу весны 1813 года союзная русско-прусская армия под командованием фельдмаршала Кутузова, а после его смерти (28 апреля) — генерала Витгенштейна, контролировала значительную часть Германии . Были освобождены Берлин и Пруссия. 16 марта прусский корпус генерала Блюхера пересек границу Силезии и двинулся в Саксонию. 27 марта Винцингероде занял Дрезден. Русско-прусская объединённая армия рассредоточилась по территории Саксонии и двинулась к Лейпцигу. План действий объединённой армии был выработан Кутузовым и Шарнхорстом в Главном штабе русских войск. Однако Витгенштейн и часть высшего генералитета Пруссии считали, что необходимо одновременно действовать, как на юге Саксонии так и защищать Берлин, внутренние районы Пруссии. Резервов не хватало. У Наполеона появлялась возможность поочередно разбить сначала армию союзников на юге Саксонии, а затем объединённый корпус Витгенштейна в Пруссии. Это была главная проблема Главного штаба союзной армии весной 1813 года. Оборонительная стратегия не давала преимущества: встав на Эльбе, союзники подарили бы Наполеону дополнительное время на сосредоточение. По мнению Клаузевица атаковать Эжена де Богарне при Магдебурге также не имело смысла: вице-король в случае соприкосновения с противником отступил бы и увел силы союзной армии с ключевой линии боевых действий Лейпциг-Дрезден. Маршал Даву на севере со своим датско-французским корпусом в 30 тыс. действовал изолированно от основных французских сил и не мог оказать решающего влияния на ход событий.
К концу апреля 1813 года Наполеон собрал во Франции свежую армию и лично повёл её к Лейпцигу. Усилия Наполеона по воссозданию «Великой армии» были успешными. Новая армия насчитывала более 200 тыс. человек. Основной недостаток армии состоял в нехватке кавалерии: в России было потеряно 175 тыс. лошадей. Франция была бедна лошадьми. Конные заводы в Польше и северо-восточной Германии были потеряны. Попытки приобрести лошадей у австрийцев были отклонены. Значительное превосходство французских войск уравновешивалось необученностью новобранцев, малочисленностью кавалерии и недостатком артиллерийских орудий. В создавшейся обстановке союзники могли рассчитывать на победу в сражении, уклонение же от столкновения с Наполеоном, отход на правый берег Эльбы без боя грозил потерей влияния на германских землях. Клаузевиц считал верной наступательную стратегию союзников на линии Дрезден-Лейпциг, с тем чтобы дать сражение Наполеону близ Лейпцига. Большое количество ветеранов в рядах войск союзников и превосходство в кавалерии давали «некоторую надежду на победу, но не более того».

## Силы противников и диспозиция
Наполеон, не зная о сосредоточении армии союзников южнее Лейпцига, вёл свою армию к этому городу поэшелонно. Всего у Наполеона было до 130 тысяч солдат, из них только 8 тысяч в кавалерии, и 350 орудий. Мобилизация дала Наполеону большое число рекрутов, но восполнить за 3 месяца потерянные в России кавалерию и артиллерию ему не удалось. На соединение с Наполеоном в район Лейпцига двигался с севера 40-тысячный корпус вице-короля Италии Евгения Богарне.
К 19 апреля [1 мая] корпуса французов (до 170 тысяч солдат) растянулись на 60 верст по линии Йена — Наумбург — Мерзебург к юго-западу от Лейпцига. Отсутствие кавалерии не позволяло французам вести глубокую разведку по маршруту следования, что явилось причиной их неожиданной встречи с союзными войсками.
Коалиционная армия главнокомандующего союзными войсками Витгенштейна состояла из 54 тысяч русских солдат с 440 орудиями и 38 тысяч прусских с 216 орудиями. Кавалерия союзников насчитывала до 20 тысяч.
19 апреля [1 мая] на дороге к Лейпцигу у Вайсенфельса произошло боестолкновение с русским передовым отрядом из корпуса генерала Винцингероде. В этом не имевшем большого значения столкновении случайным ядром был убит командующий наполеоновской гвардейской кавалерией, маршал Бессьер. Оттеснив русских, французы заняли Лютцен, расположенный на большой дороге в 20 км к юго-западу от Лейпцига. В Лютцене расположились главная квартира Наполеона и гвардия.
План действий объединённой армии был разработан Дибичем и одобрен Главным штабом. Суть замысла: утром 2 мая осуществить внезапную атаку с целью уничтожения передовых корпусов французов на марше, когда они были растянуты, не дожидаясь подхода основных сил. По общему мнению план был «хорош». Однако исполнение плана было недостаточно «продуманным». Главное обстоятельство «непродуманности»: замена офицеров Главного штаба, на вновь назначенных, новым командующим русско-прусской армии — генералом Витгенштейном. В распоряжении Витгенштейна было до 73 тысяч солдат с 400 орудиями, остальные части охраняли фланги и места переправ на реке Эльбе. Недостаток кавалерии у Наполеона снижал риски союзников, в случае их поражения французы не смогли бы организовать преследование.

## Ход боя
План действий русско-прусской армии предполагал выдвижение колонн на позиции в ночное время для предстоящей атаки неприятеля в 6 утра. Однако ночью, вследствие неточности в планах передвижения войск, возникла путаница: колонны стали «натыкаться одна на другую». Первая линия союзных войск оказалась на месте только «через пять часов после намеченного срока».
 В 10 часов утра 20 апреля [2 мая] французский корпус генерала Лористона завязал перестрелку с прусским отрядом фельдмаршала Клейста (6 тысяч), занимавшим Лейпциг. Услышав канонаду, Наполеон поспешил с гвардией к городу из Лютцена.
Внезапно для французов около полудня союзники атаковали силами прусского корпуса фельдмаршала Блюхера корпус маршала Нея (35 тысяч), прикрывавший со стороны Пегау правый фланг марширующих к Лейпцигу французских колонн. Бой завязался в тылу Наполеона, в 5 км к югу от Лютцена у деревень Гроссгёршен и Штарзидель. Ней «не принял должных мер предосторожности» : 5 дивизий корпуса расположил в «рассыпном порядке». Наполеон, захваченный врасплох, тем не менее немедленно отдал распоряжения. Корпуса, в том числе из группировки Богарне, были перенаправлены на помощь Нею; те из них, которые подошли близко к Лейпцигу, были посланы на левый фланг Нея, отстающие корпуса направились на его правый фланг. До прихода корпусов Мармона, Бертрана и Макдональда союзным войскам противостояло всего около 50 тысяч французов, однако Витгенштейн не воспользовался численным превосходством. Войска Нея «были неопытны, но храбры». Прусская пехота при поддержке русской кавалерии последовательно выбила французов из деревень Гроссгёршен, Клейнгёршен, Кайе. Боевые действия затруднялись пересечённой местностью, множеством прудов, каналов, каменными хозяйственными постройками и домами. Прочные каменные строения «порой превращались в небольшие крепости». Завязалась ожесточенная битва. Рекогносцировка на местности офицерами штаба была плохо проведена: «из-за волнообразной, распаханной земли из Главного штаба коалиции не было возможности видеть то, что находилось за ближайшей возвышенностью , где располагались позиции противника». В первой половине дня основная тяжесть выпала на прусскую пехоту , которая «продемонстрировала выдающуюся отвагу». Русские подошли ей на помощь далеко за полдень. Сдерживая «угрозу на правом фланге сил коалиции», русские части корпуса Евгения Вюртембергского понесли большие потери.
К 5 часам дня к маршалу Нею стали подходить французские корпуса, и к 7 вечера союзники перешли к обороне. Численный перевес склонился на сторону Наполеона. Он сконцентрировал огонь 80 орудий против центра союзников в районе деревни Кайе, а атака его гвардии отбросила союзные войска на исходные позиции. К ночи позиции русско-прусских войск оказались охвачены французами с обоих флангов.
Более того, корпус генерала Лористона выбил пруссаков Клейста из Лейпцига, что создавало угрозу обхода союзной армии с севера и потери сообщения с рекой Эльбой и, соответственно, с базами снабжения. Генерал Витгенштейн испросил соизволения монархов, бывших при армии, на отступление. Шарнхорст был смертельно ранен.
Витгенштейна критиковали за то, что он из-за трений с Милорадовичем не использовал его 12-тысячный корпус, расположенный у Цейца, и тем ослабил войска союзников.

## Итоги сражения
Французы потеряли до 20 тысяч убитыми и ранеными, 800 человек попали в плен, был убит дивизионный генерал Гуре.
Михайловский-Данилевский сообщает о 15 тысячах убитых у французах; убитых у русских — 259 офицерах и 2856 «нижних чинах» и 8 тысячах — у пруссаков. Кроме того, по недостатку подвод, на поле сражения осталось около тысячи раненых из союзных войск. По официальным данным, приведённым Богдановичем, прусские войска, которые сражались в 1-й линии, потеряли до 8 тысяч, а русские до 2 тысяч солдат. Однако есть определённые сомнения в официальных цифрах, так как по показаниям Евгения Вюртембергского только в его 2-м пехотном корпусе выбыло 1720 человек. Тем не менее на 35-й стене Храма Христа Спасителя указаны потери русских в 2 тысячи солдат. Н. Орлов указывает потери армии Наполеона в 15 тысяч, число убитых у её противника — «немногим меньше» и отмечает, что союзниками было взято в плен 800 человек и захвачено 5 орудий. Е. Тарле пишет о потерях союзников, приблизительно равных потерям французов — 20 тысяч человек. В. М. Безотосный даёт оценку потерь союзников в 11—12 тысяч, потери французов выбывшими из строя составили 15—20 тысяч. Д. Чандлер оценивает потери Наполеона как не менее 20 тысяч убитыми и ранеными (из них 12 тысяч из третьего корпуса). Союзники лишились 11,5—20 тысяч человек убитыми и ранеными.
У пруссаков спустя месяц умер от раны генерал Шарнхорст, внёсший большой вклад в подъём национально-освободительного движения в Пруссии.
Большие потери французов объясняются их атакующими действиями в условиях преимущества в артиллерии на стороне союзников.
Оценку сражению дал прусский генерал Гнейзенау:

Основная идея боя была хороша, а распоряжения плохи. Союзники потеряли много времени на мелочное развёртывание войск вместо того, чтобы внезапно атаковать застигнутого врасплох неприятеля.

Положение Витгенштейна как командующего было трудным: впервые он должен был противостоять самому Наполеону, причём командуя не только русскими войсками, но и прусскими соединениями, которых он совершенно не знал. Он был лишён самостоятельности, вынужденный обо всех своих действиях доносить императору и прусскому королю и испрашивать их согласия. Об отсутствии единоначалия в армии союзников свидетельствует такой эпизод из записок Михайловского-Данилевского, служившего при Главном штабе:

На рассвете меня разбудили и послали к графу Витгенштейну узнать от него распоряжения его на наступавший день. Долго я ездил по полям: никто не знал, где главнокомандующий, наконец, я нашёл его на поле, сидевшего с большим хладнокровием. Узнав, зачем я был к нему прислан, он мне отвечал: «В армии находится император, и я ожидаю повелений его величества». Таким образом никто не давал приказаний, государь надеялся на главнокомандующего, а тот на государя.

Хотя союзные войска отступили перед Наполеоном, тем не менее Наполеон не смог разгромить их, не имея достаточных кавалерийских сил для преследования. Поэтому в России результат битвы был поначалу официально представлен как победа. Державин написал оду на «люценскую победу». Генерал Витгенштейн был удостоен царём высшего ордена Св. Андрея Первозванного, прусский фельдмаршал Блюхер получил орден Св. Георгия 2-й степени.

## После битвы
На следующий день, 21 апреля [3 мая], союзники в относительном порядке отступили 3 колоннами.
Прусские части под командованием Бюлова ушли на Мейссен, чтобы закрыть направление на Берлин. Небольшой отряд Бюлова преследовался Неем во главе 3 корпусов (60 тысяч), так как Наполеон считал, что к Берлину ушли основные прусские части. Сведения, доставленные Макдональдом, показали Наполеону его ошибку, в то же время начальник штаба Нея Жомини, руководствуясь в основном данными из немецких газет, убедил маршала идти к Бауцену ещё до получения приказа императора.
Российское войско отошло через Вальдгейм на Дрезден.
Артиллерия и обозы также ушли на Дрезден через Хемниц и Фрайберг.
В арьергарде сражался корпус Милорадовича, не участвовавший в сражении под Лютценом. За удачные арьергардные бои Милорадович получил графское достоинство.
26 апреля [8 мая] русские оставили Дрезден и переправились за Эльбу. Саксония подпала опять под власть Наполеона. За исключением прусского отряда под командованием Бюлова, остальные части направились в Силезию, так как необходимо было находиться вблизи от Австрии, с которой велись переговоры о вступлении в союз. 30 апреля [12 мая] союзники (численность их армии увеличилась до 96 тысяч) заняли позицию на восточной окраине Саксонии при Бауцене, удачно укреплённую самой природой. Чтобы снизить значение своего поражения при Лютцене, союзники приняли решение о новом сражении. Оно произошло 8—9 мая [20—21 мая] и стало известно как сражение при Бауцене.